# Nycticeius humeralis
Nycticeius humeralis és una espècie de ratpenat de la família dels Vespertiliònids, nativa de Nord-amèrica. Es tracta d'un ratpenat petit (7–15 grams).

## Distribució
Viu en gran part de l'oest mitjà i l'est dels Estats Units així com el nord-est de Mèxic. En moltes zones (especialment als estats de la costa del Golf de Mèxic) són molt comuns, mentre que en alguns estats està minvant.

## Comportament
Durant l'estiu viuen generalment en cavitats dels arbres, encara que també viuen ocasionalment en estructures fetes per l'home. Les colònies són generalment petites als arbres, encara que els grups poden assolir un nombre de gairebé 1.000 individus, especialment en edificacions humanes. Aquests ratpenats s'alimenten principalment d'escarabats (Coleoptera), encara que també s'alimenten d'arnes (Lepidoptera) i en menor mesura de mosques (Diptera) i altres insectes.
El patró reproductiu d'aquesta espècie és virtualment desconegut, encara que en altres espècies de vespertiliònid de zones temperades, l'aparellament té lloc a la tardor i l'esperma és emmagatzemat per les femelles en el seu tracte reproductiu fins a la primavera, quan té lloc l'ovulació i fertilització. Al juny neixen dues cries que són capaces d'alimentar-se pel seu compte a les tres setmanes.
En general, es creu que es tracta d'una espècie migratòria, però recents investigacions suggereixen que alguns individus podrien no ser migratoris, fins i tot a l'extrem nord de la seva àrea de distribució. Durant l'hivern, els individus continuen vivint en cavitats als arbres o edificis, alimentant-se en els dies més càlids.